# Stelletta cavernosa
Stelletta cavernosa är en svampdjursart som först beskrevs av Arthur Dendy 1916.  Stelletta cavernosa ingår i släktet Stelletta och familjen Ancorinidae.
Artens utbredningsområde är Indiska oceanen. Inga underarter finns listade i Catalogue of Life.